# Anosia subreducta
Anosia subreducta är en fjärilsart som beskrevs av Abel Dufrane 1948. Anosia subreducta ingår i släktet Anosia och familjen praktfjärilar. Inga underarter finns listade i Catalogue of Life.